# أرقام الهواتف في ألمانيا
تقع مسؤولية تنظيم "" أرقام الهواتف في ألمانيا "" على وكالة الشبكة الفيدرالية ((بالألمانية: Bundesnetzagentur، BNetzA)) من  الحكومة الألمانية. الوكالة لديها تفويض إلى الاتصالات السلكية واللاسلكية في ألمانيا وأنظمة البنية التحتية الأخرى.

## نظرة عامة
ألمانيا لديها خطة ترقيم الهواتف مفتوحة. لم يكن هناك أطوال ثابتة لأي من رموز المنطقة أو أرقام هواتف المشتركين، مما يعني أن بعض أرقام المشتركين قد تكون أقصر من رقمين. نتيجة لذلك، تكون تسلسلات الاتصال ذات طول متغير عمومًا، باستثناء بعض رموز المناطق غير الجغرافية التي تستخدم أرقام المشتركين تنسيقًا ثابتًا لها. لا يمكن تحديد نهاية رقم الهاتف بشكل لا لبس فيه من بادئة أو الأرقام التي تم طلبها بالفعل. تسمح هذه الميزة بتمديد طول أرقام الهواتف دون إلغاء أو تغيير الأرقام الموجودة. لا يتم إعطاء أرقام الهواتف المحمولة في ألمانيا رموز منطقة جغرافية ولكن رموز غير جغرافية. وبالتالي يمكن تمييزها بسهولة عن الأرقام الأخرى
تم تقديم خطة ترقيم جديدة في 3 مايو 2010. منذ ذلك الحين، يبلغ طول أرقام الهواتف الأرضية الجديدة 11 رقمًا، والتي تتضمن رمز المنطقة ولكنها تتجاهل بادئة الخط 0. تظل رموز المنطقة كما هي ولا تزال متغيرة الطول. استثناءات القاعدة المكونة من 11 رقمًا هي المدن الأربع برلين وفرانكفورت وهامبورغ وميونخ، وهي المدن الوحيدة التي تحتوي على رموز مناطق مكونة من رقمين وتتطلب 10 أرقام فقط الأرقام حتى لا تتجاوز الحد الأقصى لطول 8 أرقام لرقم المشترك.
تستخدم شبكة الهاتف الألمانية 5200 رمز منطقة جغرافية، يتراوح طولها من رقمين إلى خمسة أرقام (لا يشمل  كود الجذع 0)، مع تخصيص رموز منطقة مكونة من خمسة أرقام فقط في  الولايات الجديدة (البادئة 03). عمومًا، تبدأ رموز المنطقة الجغرافية بالأرقام من 02 إلى 09، بينما يتم تعيين رموز المناطق غير الجغرافية الأخرى بما في ذلك تلك الخاصة باستخدام الهاتف الخلوي إلى 01 وخدمات الشبكة إلى 11.

## الترقيم الجغرافي
| صفحات تبدأ ب‍ ‍أرقام الهواتف في ألمانيا |
| ----------------------------------- |
| - أرقام الهواتف في ألمانيا          |

تتكون رموز المنطقة الجغرافية من رقمين إلى خمسة أرقام. الحد الأقصى للطول الإجمالي هو أحد عشر رقمًا.
يتم تخصيص الأرقام الجغرافية للحوامل في فدرات، والتي يمكن لهذه الموجات الحاملة من خلالها إجراء تخصيصات مشتقة للمشتركين.
لا تبدأ أرقام المشتركين بالرقم 0 أو 11 ويمكن استدعاؤها مباشرة من الخطوط الأرضية داخل نفس رمز المنطقة الجغرافية.
في الأصل، تشير الأرقام الأولى التي تلي رمز المنطقة إلى منطقة أصغر ضمن رموز المنطقة هذه أو نوع خط المشترك ( التناظرية أو شبكة رقمية للخدمات المتكاملة). ومع ذلك، لم يعد هذا صحيحًا حيث يمكن للمشتركين الاحتفاظ بأرقامهم عند الانتقال داخل رمز منطقة أو عند التبديل من التناظرية إلى ISDN. علاوة على ذلك، تقوم شركات النقل الجديدة بتعيين أرقام من كتل مختلفة.
- (0xx) xxxx-xxxx

هذا هو التنسيق المستخدم لأكبر أربع مناطق جغرافية في ألمانيا: برلين (030) وهامبورغ (040) وفرانكفورت (069) وميونيخ (089).
تتكون الأرقام المعينة حديثًا من ثمانية أرقام لرقم المشترك المحلي، مما ينتج عنه إجمالي طول عشرة أرقام (لا يشمل رمز الجذع 0). هذا أقصر من أحد عشر رقمًا كحد أقصى في مناطق أخرى لتجنب أن تكون الأرقام المحلية أطول من ثمانية أرقام.
الأعداد التي تم تخصيصها في الماضي، والتي يتم تحديدها عمومًا، قد تكون أقصر من خمسة أرقام.
- (0xxx) xxxx-xxxx

في رموز المنطقة التي تستخدم ثلاثة أرقام، فإن الأرقام المعينة حديثًا (لجميع المواقع اعتبارًا من مايو 2010 ؛ كانت بعض المدن أقدم، على سبيل المثال كولونيا في فبراير 2007) يبلغ طولها ثمانية أرقام، مما ينتج عنه إجمالي طول أحد عشر رقم. قد تكون أرقام الأجداد قصيرة مثل أربعة أرقام (سبعة إجمالاً).
- (0xxxx) xxx-xxxx

في رموز المنطقة التي تستخدم أربعة أرقام، فإن الأرقام المعينة حديثًا (لجميع المواقع بدءًا من مايو 2010 ؛ كانت بعض المدن أقدم، على سبيل المثال هايدلبرغ في مايو 2003) يبلغ طولها سبعة أرقام، مما ينتج عنه أيضًا إجمالي طول أحد عشر رقم. قد تكون أرقام الأجداد قصيرة مثل ثلاثة أرقام (سبعة إجمالي) في المناطق الريفية للغاية.
- (03xxxx) xx-xxxx

تستخدم بعض المناطق الأصغر في  ألمانيا الشرقية سابقًا رموز مناطق مكونة من خمسة أرقام، تبدأ جميعها بالرقم 3. تحتوي الأرقام المعينة حديثًا (لجميع المواقع اعتبارًا من مايو 2010، كانت بعض المواقع أقدم) بطول ستة أرقام، ينتج عنه أيضًا إجمالي طول أحد عشر رقمًا.

## الترقيم غير الجغرافي
| صفحات تبدأ ب‍ ‍أرقام الهواتف في ألمانيا |
| ----------------------------------- |
| - أرقام الهواتف في ألمانيا          |

تم في الأصل تخصيص البادئة 01 للأرقام غير الجغرافية. ومع ذلك، تم نقل بعض هذه الخدمات إلى رموز منطقة أخرى.
- 010xy ، 0100yy

يمكن طلب هذه الأرقام أمام رقم الهاتف الفعلي من أجل تحديد شركة اتصالات (رقم هاتف افتراضي).
- 011…

رموز المنطقة التي تبدأ بالرقم 011 تتداخل مع بادئة خدمات الشبكة. عمومًا، لا يمكن طلب هذه الأرقام من الخارج، باستثناء 0116xxx (أو + 49-116xxx) لـ  خدمات منسقة ذات قيمة اجتماعية.
- 012xx-xxxxxxx…

تم تعيين البادئة 012 كنقطة اختبار للخدمات المبتكرة، مثل VoIP أو الرسائل الموحدة، والتي لا تتوفر لها رموز مناطق أخرى. كانت المخصصات صالحة فقط لمدة أقصاها خمس سنوات، وبعد ذلك يجب تعيين أرقام جديدة. تم رفض الطلبات الأخيرة للتسجيلات وإحالتها إلى خدمات السعر المتميز تحت 0900. عندما تنتهي صلاحية آخر تخصيص متبقي، من المقرر إرجاع البادئة إلى النطاق المحجوز.
- 0137-xxxxxxxxx ، (0138-1xxx…)

تم تعيين رمز المنطقة 0137 للخدمات التي قد تؤدي إلى عدد كبير من الاتصالات في فترة زمنية قصيرة نسبيًا، على سبيل المثال الأصوات أو المسابقات التي تبدأ من البرامج التلفزيونية أو الإذاعية. يشير الرقم الأول إلى سعر المكالمة، بينما يشير الرقم الثاني إلى الحد الأقصى لعدد المكالمات التي يمكن التعامل معها في كل فترة زمنية.
يوجد أيضًا ستة عشر رقمًا مُجددًا في النطاق 0138-1، والتي تم تخصيصها في الأصل بواسطة مكتب البريد الفيدرالي الألماني.
- 015xx-xxxxxxx ، 016x-xxxxxxx ، 017x-xxxxxxx

يتم تعيين رموز مناطق غير جغرافية لأرقام الهواتف المحمولة بدءًا من 015 و 016 و 017 ولها أطوال من 3 أو 4 أرقام بدون بادئة الخط الرئيسي. يبلغ إجمالي طول الأرقام عشرة أو أحد عشر رقمًا بدون بادئة الجذع: الأرقام التي تبدأ بـ 17 أو 16 تتكون من 10 أرقام باستثناء 176 و 1609، والتي تتكون من 11 رقمًا مثل الأرقام التي تبدأ بـ 15.
ومع ذلك، منذ ظهور قابلية نقل رقم الهاتف المحمول، لم يعد من الممكن الاعتماد على بادئات رقم الهاتف المحمول لتحديد المشغل الحالي وراء رقم هاتف محمول معين - فقط المشغل الأصلي. نظرًا لأن خطط الهاتف المحمول غالبًا ما تتضمن أسعارًا مختلفة للمكالمات داخل الشبكة، فمن المهم للمستخدمين في مثل هذه الخطط معرفة مشغل الشبكة للطرف الذي يرغبون في الاتصال به. المعلومات الخاصة بالرقم المسجل على أي شبكة خلوية يتم تحديثها يوميًا ومتاحة للجمهور.
يقدم جميع مشغلي الشبكات خدمات آلية مجانية يمكن الوصول إليها عبر الهاتف و / أو الإنترنت وتمنح المستخدمين القدرة على إدخال أي رقم وتحديد الشبكة التي ينتمي إليها الرقم.
- 018xx-xxxxxxx… 018xxxxxxx-xx

البادئة 018 تستخدم لمجموعات المستخدمين. طول رقم الكتلة والرقم النهائي مرن من رقمين إلى سبعة أرقام. ومع ذلك، فإن المجموع دائمًا ما يكون تسعة أرقام، مما ينتج عنه إجمالي طول أحد عشر رقمًا بما في ذلك 18.
- 0180-xxxxxxx

يتم استخدام رمز المنطقة 0180 للخدمات الموجهة نحو الخدمة، مثل مراكز الاتصال والخطوط الساخنة وما إلى ذلك. قبل 1 مارس 2010، كانت هذه الأرقام تُعرف باسم خدمات التكلفة المشتركة، وهو الاسم الذي أصبح قديمًا بسبب انخفاض أسعار المكالمات الوطنية.
- 0181-xxx-x…، 0181-xxxx-x…

يُستخدم رمز المنطقة 0181 للشبكات الخاصة الافتراضية الدولية (مجموعات المستخدمين الدولية). طول رقم كتلة IVPN هو ثلاثة أو أربعة أرقام؛ قد يصل الرقم النهائي إلى سبعة أرقام.
- 019xxx

تُستخدم الأرقام من 0191 إلى 0194 للوصول إلى الخدمات عبر الإنترنت عن طريق الاتصال الهاتفي (على سبيل المثال، إلى الإنترنت).
- 0198…، 0199…

الأرقام التي تبدأ بـ 0198 و 0199 محجوزة لتوجيه أرقام الخدمة والاستخدام الداخلي للشبكة.
- 031-س

الأرقام 031-0 و 031-1 هي أرقام اختبار ستصل إلى إعلان مسجل يشير إلى الناقل المحدد للمكالمات بعيدة المدى والمكالمات المحلية، على التوالي.
- 032-xxxxxxxxx

تم تخصيص رمز المنطقة 032. لأرقام المشتركين الوطنيين وهي مشابهة للأرقام الجغرافية ولكنها غير مرتبطة بموقع محدد، مما يسمح بالاستخدام البدوي. على عكس الأرقام الشخصية، يتم تخصيص أرقام المشتركين الوطنيين للناقلات في مجموعات، والتي يمكن من خلالها لهذه الشركات إجراء تخصيصات مشتقة للمشتركين. الطول الإجمالي هو أحد عشر رقمًا (بدون حساب 0).
- 0700-xxxxxxxx

يستخدم رمز المنطقة 0700 ترقيم شخصي. على عكس أرقام المشتركين الوطنية، يتم تخصيص الأرقام بشكل فردي، مما يسمح بأرقام لا تنسى.
- 0800-xxxxxxxx

رمز المنطقة 0800 مخصص لأرقام الهاتف المجاني. يتم تعيين الأرقام بشكل فردي، مما يسمح بأرقام لا تنسى.
- 0900-x-xxxxxxxx

تم تخصيص رمز المنطقة 0900 للخدمات ذات الأسعار الممتازة. يشير الرقم الأول الذي يلي رمز المنطقة إلى نوع الخدمة:
- 09009-xxxxxxx

ما يسمى ب «برامج الاتصال»، أي البرامج التي تستدعي خدمة ذات سعر أعلى أو تعدل تكوين جهاز كمبيوتر للاتصال بمثل هذه الخدمة يجب أن تستخدم أرقامًا باستخدام رمز المنطقة 09009. يجب أيضًا تسجيل هذه البرامج لدى وكالة الشبكة الفيدرالية.

### خدمات الطوارئ والشبكات
لا يتم طلب خدمات الشبكة ببادئة trunk 0. وهي تشبه الأرقام المحلية التي تبدأ بالرقم 11 ولكن لا يمكن طلبها عادةً بعد رمز المنطقة.
- 110 - الشرطة
- 112 - رجال الإطفاء والإسعاف وخدمات الإنقاذ (أيضًا رقم الطوارئ العالمي في الاتحاد الأوروبي)

115- الخدمات المدنية؛ يتم الرد على الطلبات مباشرة أو إرسالها إلى السلطة المختصة.
- 116 ××× - خدمات منسقة ذات قيمة اجتماعية
- 118 xx - مساعدة الدليل
- 19222 - وسائل النقل الطبي غير الطارئة. هذا الرقم ليس رقم طوارئ ولكنه رقم محلي مخصص بشكل موحد في جميع رموز المنطقة الجغرافية. يتطلب هذا طلب رمز المنطقة من الهواتف المحمولة أو خطوط أخرى غير جغرافية.

(في الأصل، تم استخدام الخانة 19 xxx للأرقام المحلية المخصصة بشكل موحد في جميع رموز المنطقة الجغرافية أو عدة رموز. وقد تم بالفعل تحويل جميع التخصيصات الأخرى إلى أرقام جغرافية عادية.)

## التاريخ
قبل إعادة توحيد ألمانيا، استخدم ألمانيا الغربية (بما في ذلك برلين الغربية) رمز البلد +49 وألمانيا الشرقية استخدم رمز البلد +37، ولكل منهما منطقته المنفصلة رموز وشبكات الهاتف. في عام 1992، بعد عامين من إعادة التوحيد، تم دمج شبكات الهاتف تحت رمز البلد +49.
تم تخصيص رموز المنطقة للأرقام الجغرافية في الولايات الجديدة بدءًا من 03، متبوعة في بعض الحالات برمز منطقة ألمانيا الشرقية السابق (بدون الصفر الأولي) أو رمز مشابه له. وهكذا، فإن لايبزيغ، على سبيل المثال، التي استخدمت رمز المنطقة المحلية لألمانيا الشرقية 041، تم تخصيص رمز المنطقة الجديد 0341 في نظام الهاتف الموحد. من ناحية أخرى، تم تغيير بعض رموز المناطق: على سبيل المثال، كانت بلدة زوسين الصغيرة تستخدم رمز منطقة ألمانيا الشرقية 0323، لكن رمز المنطقة الجديد هو 03377. رمز المنطقة 030، المستخدم سابقًا بواسطة برلين الغربية،  عُيَّن لكامل موحد برلين.
تمت إعادة استخدام رمز البلد الذي تم إصداره +37 لاحقًا كأرقام أولية للعديد من الرموز الجديدة لـ أوروبا البلدان التي أصبحت دولًا مستقلة في ذلك الوقت (على سبيل المثال: +370 لـ ليتوانيا، +374 لـ أرمينيا، +375 لـ بيلاروسيا، إلخ.)، بالإضافة إلى بعض دولة صغيرة التي تم دمج شبكاتها الهاتفية سابقًا مع تلك الموجودة في البلدان الأكبر المجاورة (مثل +376 لـ أندورا +377 لـ موناكو و +378 لـ سان مارينو).
أصبحت شبكة الهاتف الألمانية رقمية بالكامل في عام 1997، مما يتيح استخدامًا أكثر مرونة لمساحة الترقيم.
في 1 يناير 1998، أصبحت وكالة الشبكة الفيدرالية (المسماة الهيئة التنظيمية للاتصالات وخدمات البريد في ذلك الوقت) سلطة الترقيم لأرقام الهواتف في ألمانيا.

## راجع أيضًا
- قائمة رموز الاتصال في ألمانيا

## روابط خارجية
- 115 الموقع الرسمي
- الصفحات البيضاء ألمانيا
- وكالة الشبكة الفيدرالية - إدارة الأرقام (الألمانية)